# Семёнов, Фёдор Кириллович
Фёдор Кириллович Семёнов (26 декабря 1904, д. Елизаветинск, Томская губерния — 14 марта 1980, Асбест, Свердловская область) — советский партийный и государственный деятель, и. о. председателя Свердловского облисполкома (1938), начальник политуправления 3-го Белорусского фронта (1944—1945).

## Биография
Родился 26 декабря 1904 году в Томской губернии в семье железнодорожника. В 1913 году окончил сельскую школу, затем работал в сельском хозяйстве, некоторое время беспризорничал. В 1917—1926 годах работал мастером на телеграфе, одновременно учился в Томском техникуме связи.
В 1926—1929 годах служил связистом в РККА, участвовал в вооружённом конфликте на КВЖД. В 1929 году вступил в ВКП(б).
В 1929—1931 годах — киномеханик, затем пропагандист в Дальневосточном крае. В 1931 году переехал в город Асбест Уральской области, где сначала работал электромонтёром в коммунально-хозяйственном отделе, а затем — на партработе в Асбестовском горкоме. В 1935 году окончил два курса Института Маркса-Энгельса-Ленина в Свердловске. В июле 1937 года избран 1-м секретарём Асбестовского горкома ВКП(б).
15 апреля 1938 года назначен и. о. председателя Свердловского облисполкома. Стал четвёртым подряд руководителем исполкома, так и не утверждённым в должности окончательно, однако в отличие от предшественников смог избежать репрессий.
3 октября 1938 года утверждён председателем оргкомитета Президиума Верховного Совета РСФСР по Пермской области, а в ноябре освобождён от исполнения обязанностей председателя Свердловского облисполкома. После ухода Семёнова новый председатель облисполкома или исполняющий его обязанности не назначался вплоть до конца февраля 1939 года, фактически исполкомом руководил и. о. 1-го заместителя председателя Т. Г. Макаров.
В июле 1939 года Семёнов был направлен в Москву, в одногодичную школу парторганизаторов при ЦК ВКП(б), после окончания которой стал заведующим орготделом Белостокского обкома КП(б) Белоруссии.
После начала войны — политработник в Красной Армии и войсках НКВД: сначала комиссар 130-го полка НКВД Западного фронта, с октября 1941 года — комиссар 185-й стрелковой дивизии Западного фронта, с февраля 1942 года — комиссар санитарного управления Брянского фронта. С ноября 1942 по январь 1943 года — слушатель Особых высших курсов политсостава Красной Армии, после окончания которых назначен начальником политотдела 7-го гвардейского корпуса Западного фронта. С сентября 1944 года — начальник политуправления 3-го Белорусского фронта, затем — Воронежского военного округа. В 1946 году демобилизован.
С мая 1947 года — заместитель председателя Тульского облисполкома, затем — директор Богоявленского паровозовагоноремонтного завода. В марте 1949 года вернулся в Асбест, где работал на различных предприятиях и учреждениях.
В июле 1967 года вышел на пенсию. Умер 14 марта 1980 года.

## Награды
- орден Красной Звезды (1942)
- орден Отечественной войны I степени (1943)
- орден Красного Знамени (1943)
- медали: «Партизану Отечественной войны» I степени (1944), «За оборону Москвы» (1944), «За победу над Германией в Великой Отечественной войне 1941—1945 гг.» (1945), «За взятие Кёнигсберга» (1945), «За доблестный труд в Великой Отечественной войне 1941—1945 гг.» (1945)

## Участие в работе центральных органов власти
- депутат Верховного Совета РСФСР I созыва
- делегат XVIII съезда ВКП(б)